# Croton triangularis
Croton triangularis är en törelväxtart som beskrevs av Johannes Müller Argoviensis. Croton triangularis ingår i släktet Croton och familjen törelväxter. Inga underarter finns listade i Catalogue of Life.